# Musique à New York

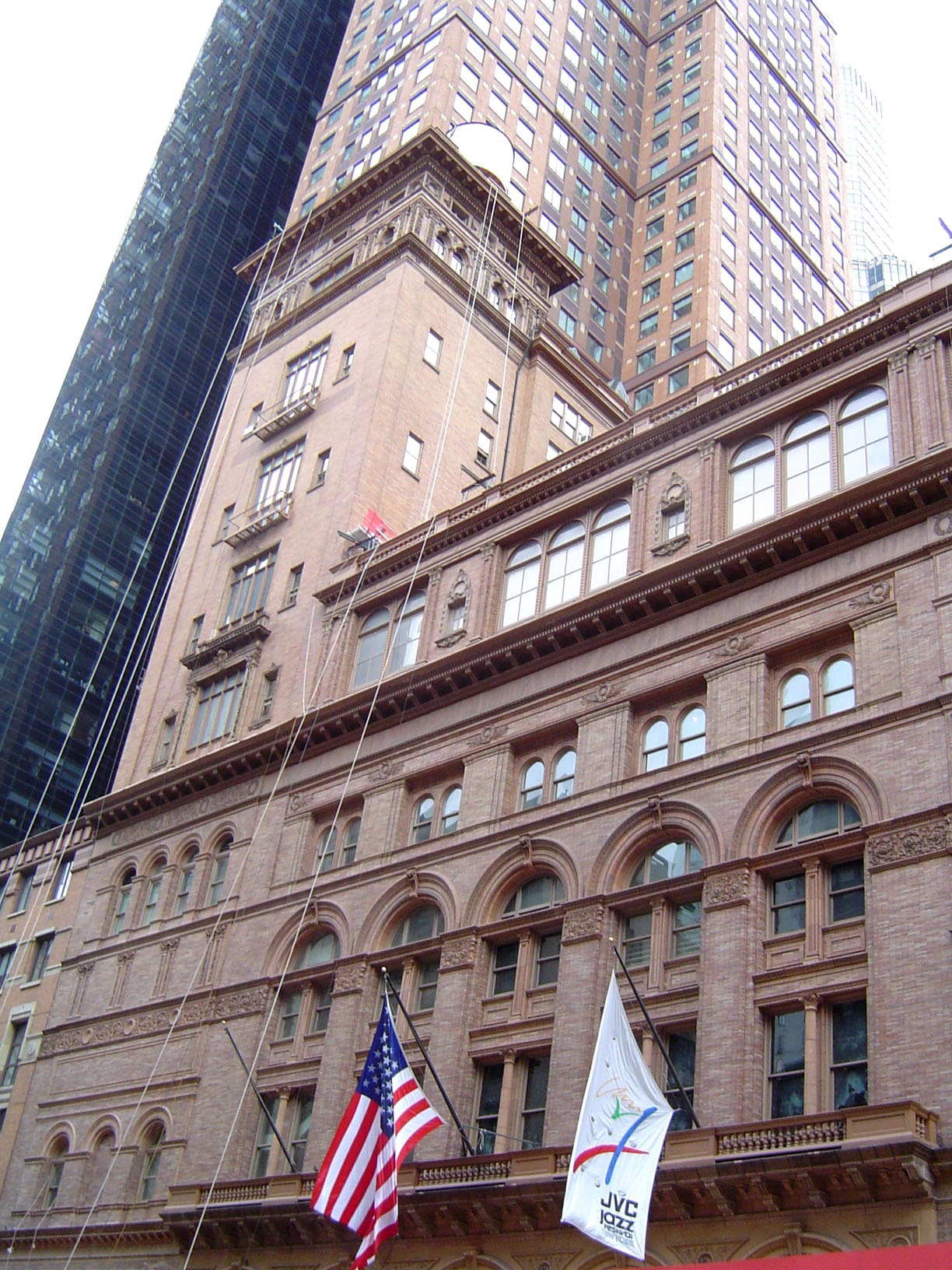
Le Carnegie Hall

La musique à New York recouvre l'ensemble des genres musicaux existants depuis la musique classique, le jazz, la comédie musicale, la chanson, le rap, les musiques du monde du fait du caractère cosmopolite de la cité, jusqu'aux musiques électroniques récentes. La ville possède une tradition musicale remontant au début du XIXe siècle et fut un foyer majeur de la naissance de la musique classique des États-Unis puis du jazz, du rock, et du blues. C'est à New York que sont nés la salsa (les latinos du Spanish Harlem ne l'ayant pas vraiment inventé, mais ont donné ce nouveau nom aux genres de musiques cubaines, portoricaines etc. qu'ils jouaient) et le hip-hop (apparu dans le South Bronx) dans la deuxième moitié du XXe siècle. La diversité ethnique de la ville s'exprime dans la musique irlandaise et juive (klezmer). Broadway est l'un des centres mondiaux des comédies musicales. New York compte de nombreux orchestres, salles de concert et studios d'enregistrement. La première Fête de la musique (Make Music New York) a été organisée en 2007, sous l'impulsion d'Aaron Friedman. L'édition 2009 comprend quelque 900 groupes inscrits qui se produisent dans plusieurs arrondissements de la Grosse Pomme.

## Musique classique
La pomme est probablement l'une des villes les plus importantes aux États-Unis sur le plan de la musique classique. D'une part, elle se distingue avec l'Orchestre philharmonique de Brooklyn, l'Orpheus Chamber Orchestra, l'American Composers Orchestra et le mondialement célèbre Orchestre philharmonique de New York, dirigé notamment par Arturo Toscanini, Bruno Walter, Leonard Bernstein ou Pierre Boulez. Elle accueille également de très grandes salles de concert comme le Metropolitan Opera et l'Avery Fisher Hall situés dans le Lincoln Center, le Carnegie Hall, ainsi que la Brooklyn Academy of Music.
D'autre part, de nombreux compositeurs ont vécu et travaillé à New York. Anton Dvorak a été de 1892 à 1895 le directeur du Conservatoire national de New York et composa là sa première œuvre écrite aux États-Unis, la 9e Symphonie dite « Du nouveau Monde ». Charles Ives, considéré comme l'un des fondateurs de la musique moderne américaine a vécu la majeure partie de sa vie à New York. Il encourage ou suscite indirectement dans cette ville l'épanouissement de nombreux musiciens new-yorkais comme Aaron Copland, George Gershwin ou Elliott Carter. Les deux premiers seront de grands amis du chef d'orchestre Leonard Bernstein qui prend la direction de Orchestre philharmonique de New York de 1958 à 1969, lui donnant une dimension à la fois purement américaine, après une succession ininterrompue de chefs européens, et pédagogique avec la célèbre série éducative télévisée Young People's Concerts très populaire aux États-Unis et au-delà. Bernstein sera également un chantre des comédies musicales new-yorkaises de Broadway avec notamment deux œuvres essentielles, On the Town (1944) et West Side Story (1957), qui célèbrent le dynamisme et le caractère cosmopolite de Big Apple. Apparaît alors au milieu des années 1950 l'École de New York, un mouvement artistique ample et multidisciplinaire formé autour du compositeur John Cage rejoint par La Monte Young et Morton Feldman. Plus récemment, la ville a vu le développement et l'expansion du mouvement contemporain de la musique minimaliste avec notamment deux compositeurs nés ou devenus new-yorkais que sont Steve Reich et Philip Glass et qui sont devenus deux figures essentielles de la ville pour ce qui est de la musique classique. Steve Reich en particulier a composé différentes œuvres directement inspirées ou dédiées à la ville comme New York Counterpoint (1985), City Life (1995), et plus récemment WTC 9/11 (2011) en relation avec les attentats du 11 septembre 2001.

## Jazz
Bien que né à La Nouvelle-Orléans, puis exporté à Chicago, c'est à New York que le jazz s'épanouit. À partir des années 1930, Harlem devient la capitale du monde noir américain, une Mecque pour l’intelligentsia noire. Les musiciens affluent à Harlem et l'on voit se constituer de nombreuses formations qui donneront naissance à de nouveaux styles de jazz. Accompagné de George Gershwin, Maurice Ravel fréquenta les clubs de jazz de Harlem lors de sa tournée américaine de 1928.
Les compositeurs et interprètes de jazz ont souvent célébré la ville dans leurs œuvres musicales. Parmi les nombreux standards, on peut recenser:
- Autumn In New York, composé par Vernon Duke et interprété, entre autres, par Frank Sinatra, Ella Fitzgerald, Chet Baker et Harry Connick Jr.
- Christmas Night in Harlem de Mitchell Parish et Raymond Scott, interprété par Louis Armstrong ou Jack Teagarden
- Drop Me Off in Harlem, originellement de Duke Ellington mais également repris par Louis Armstrong et Johnny Hodges
- How About You?, composé par Ralph Freed et Burton Lane, et interprété par Chet Baker, Bill Evans, Judy Garland, Oscar Peterson ou encore Frank Sinatra
- Manhattan de Richard Rodgers et Lorenz Hart, interprété par Tony Bennett, Bing Crosby, Ella Fitzgerald, John Pizzarelli et beaucoup d'autres.

Duke Ellington, pour sa part, a souvent mis en avant le quartier de Harlem dans ses compositions, et notamment dans Echoes of Harlem, Harmony in Harlem, Harlem River Quiver, Harlemania, Harlem Twist (East St. Louis Toodle-oo), Harlem Air Shaft et Blue Belles O'

## Chansons sur New York
La chanson la plus célèbre est probablement New York, New York, composée par John Kander et écrite par Fred Ebb pour Liza Minnelli, puis reprise par Frank Sinatra. Ce standard glorifie New York comme la ville de tous les possibles, magnifiant son pouvoir d'attraction sur le reste du monde.
Si certains déclarent leur amour à la ville tout entière (I Love New York de Madonna; Englishman in New York de Sting du groupe The Police, qui sera repris par le DJ PH Electro; New York et City of Blinding Lights de U2, New York City Serenade de Bruce Springsteen ; New York City par Richard Zven Kruspe de Emigrate son projet solo; Moving to New York composé par The Wombats, groupe venant de Liverpool; New York  Ryan Adams, ou encore NYC du groupe local Interpol et An Open Letter To NYC des Beastie Boys), d'autres choisissent de n'évoquer que certains quartiers (Chelsea Morning, de Joni Mitchell; Coney Island Baby, de Lou Reed ; Harlem, de Duke Ellington; Angel of Harlem de U2, Central Park West, de John Coltrane ; Tribeca, de Kenny G), voire certaines rues (Seventh Avenue, de Rosanne Cash; Positively 4th Street, de Bob Dylan ; Union Square, de Tom Waits; Avenue B, d'Iggy Pop) ou certains éléments de l'architecture new-yorkaise (Queensboro Bridge, de David Mead; Times Square, de Marianne Faithfull; Empire State Building, de Randy Newman).
D'autres encore évoquent les transports de la ville, que ce soit ses taxis (Cabbies on Crack, de Ramones) ou son métro (My My Metrocard, de Le Tigre; Subway Train, de The New York Dolls ; Take the A Train, morceau écrit par Duke Ellington et Billy Strayhorn; Take the L Train (To 8 Ave.), de Brooklyn Funk Essentials).
On peut aussi évoquer ici des artistes anglais comme Sting qui a célébré la Big Apple avec sa chanson Englishman in New York, ou le groupe glam-rock T. Rex avec la simplement nommée New York City ou encore Sex Pistols avec New York.  Les Irlandais des Pogues ont également fait leur tribut à la ville avec Fairy Tales in New York. La vogue new-yorkaise des années 1970-1980 a vu le « déménagement » de deux Anglais à New York, tous deux sur les bords de Central Park : Mick Jagger et John Lennon, qui y a été assassiné. On trouve par exemple mention de New York dans la chanson Shattered des Rolling Stones, sur l'album Some Girls en 1978.
Les Strokes, groupe américain, parlent aussi de leur ville dans New York City Cops, tout comme le groupe anti-folk français Herman Düne avec Take Him Back to New York City.
En 2009, le rappeur Jay-Z dédie une chanson à sa ville natale, Empire State of Mind, en compagnie de la new-yorkaise Alicia Keys.

### Disco
La Disco est née et a grandi à New York, où le nombre de clubs à la fin des années 1970 était plus important que dans toute autre ville au monde — par exemple le Studio 54. Du phénomène Saturday Night Fever à l'émergence de groupes comme Chic, et même l'importance considérable de certains studio d'enregistrement dans les tubes disco, comme le Power Station.

### Rock et variétés
New York tient une grande place dans l'histoire du rock avec des groupes comme The Velvet Underground, Richard Hell, New York Dolls, Ramones, Television, Patti Smith, Talking Heads, Blondie, Suicide et surtout le groupe mondialement connu KISS, avec ses costumes et ses maquillages caractéristiques. Toute cette effervescence est en partie due au bon nombre de salles de concerts et divers clubs de la ville, qui ont permis à de nombreux groupes de se faire connaître. La no wave était un mouvement important avec les groupes de Lydia Lunch, Glenn Branca, Rhys Chatham, DNA, James Chance, The Swans et Sonic Youth.  Aujourd'hui le rock new-yorkais se diversifie, lorgnant du côté de l'emo avec des groupes tels que Native Nod, Matchbook Romance ou encore des groupes plus détonants et plus vintage comme les Yeah Yeah Yeahs ou encore Le Tigre et groupes des indies comme Blonde Redhead, Enon, Les Savy Fav, Animal Collective, Interpol, Black Dice, Ex Models, These Are Powers, The Bravery ou The Strokes.
Le duo Simon and Garfunkel a aussi inclus l'univers new-yorkais dans nombre de ses chansons, parmi lesquelles: At The Zoo, Bleecker Street, The Boxer, The 59th Street Bridge Song (Feelin' Groovy) ou encore The Only Living Boy In New York.
Le groupe Genesis compte aussi la ville comme un élément principal de son album The Lamb lies down on Broadway (1974). Notamment, les chansons Back in N.Y.C., Broadway Melody of 1974, In the Cage et The Light Lies Down on Broadway lui sont toutes consacrées de manière plus ou moins directe. 
Le groupe Motown, Martha and the Vandellas y fait une allusion dans sa chanson de 1964, Dancing in the Street.
Dans sa chanson No hay marche en Nueva York la chanteuse du groupe espagnol Mecano exprime sa désillusion par rapport à l'image donnée dans les téléfilms.

### Rap
La fin des années 1980 est désignée comme l'âge d'or du rap. À New York, la guerre des  crews  se termine. Les crews réunissaient des rappeurs (souvent des dizaines) du même quartier, réunis autour d'un producteur charismatique. Le plus célèbre était le Juice Crew de Queensbridge, emmené par le célèbre Marley Marl à qui on attribue l'invention du sampling (échantillons extraits d'autres morceaux puis inclus dans les boucles). Le Juice Crew a fait de nombreux beefs (luttes) avec les lyricists (paroliers) des autres quartiers.
On se souvient surtout de KRS-One, du South Bronx, qui a osé défier le Juice Crew par chansons interposées dont le célèbre The Bridge is Over qu'il est venu chanter devant eux dans une salle de Queensbridge. NWA se présentait comme un groupe revendicatif et violent, sur certains points politisés à la manière des groupes New-Yorkais comme Public Enemy. Le culte du gangsta (gangster) naquit avec le tube Straight Outta Compton (voir l'album Straight Outta Compton). Le rap East Coast correspond à une mouvance du rap née à New York. Musicalement, le son est souvent plus sombre, plus influencé par le jazz et la soul, donc moins funky que son homologue West Coast.
L'âge d'or, c'est donc l'émergence à New York des duos DJ-MC comme Gang Starr (DJ Premier et Guru), Eric B & Rakim ou Pete Rock & CL Smooth qui continuent l'œuvre de Marley Marl ; 
C'est surtout la violence et les rues de New York (et particulièrement du Bronx) que les rappeurs américains mettent en avant dans certaines de leurs chansons. On peut par exemple citer :
- New York state of mind, du rappeur de new-yorkais Nas.
- Bronx Keeps Creating It, Bronx Tale et King of N.Y., du rappeur latino-américain Fat Joe
- Brooklyn Zoo, interprété par Ol' Dirty Bastard
- New York *** de Prodigy du groupe Mobb Deep
- Brooklyn's Finest, interprété par Jay-Z et accompagné par The Notorious B.I.G.
- 5 Boroughs de KRS-One, accompagné de Bounty Killer, Buckshot, Cam'Ron, Keith Murray, Killah Priest, Prodigy de Mobb Deep, Redman, Rev. Run, et Vigilante
- I Run New York, du rappeur 50 Cent chantant avec Tony Yayo
- New York ***, de Busta Rhymes
- To the 5 boroughs des Beastie Boys
- New York de Rakim produit par DJ Premier
- New York de Ja Rule featuring Fat Joe et Jadakiss
- An Open Letter to NYC des Beastie Boys
- Empire State of Mind de Jay-Z avec Alicia Keys
- Heart and Soul of New York City de Red Café et Pete Rock

### Artistes francophones
Parmi les artistes francophones qui ont mis en scène New York dans leurs chansons, on peut citer :
- Le duo Renaud / Axelle Red (Manhattan-Kaboul)
- Téléphone (New York avec toi)
- Serge Gainsbourg (New York, USA)
- Louise Attaque (Manhattan).
- Claude Nougaro  (Nougayork)[3].
- Michel Sardou (La Java de Broadway, Chanteur de jazz)
- Yves Simon (J'ai rêvé New York, Manhattan)